# Florian Fanielje
Florian Fanielje (Engels: Florian Fortescue) is een personage in de Harry Potterboekenreeks van J.K. Rowling. Fanielje is ijscoman aan de Wegisweg.
In het derde boek uit de reeks (Harry Potter en de Gevangene van Azkaban) vlucht Harry Potter weg uit het huis van zijn oom en tante, Herman en Petunia Duffeling. Na een dolle rit met de Collectebus komt hij aan in de tovenaarskroeg "De Lekke Ketel" waar hij hartelijk ontvangen wordt door de Minister van Toverkunst (Cornelis Droebel). Hij krijgt hij te horen dat hij voor zijn eigen veiligheid de rest van de vakantie moet doorbrengen op de Wegisweg, de toverwinkelstraat in Londen. Tijdens zijn verblijf ontmoet hij de ijscoman Florian Flanielje: Harry zit vaak op het terrasje voor zijn winkel huiswerk te maken en krijgt regelmatig gratis sorbets. Hij raakt hier bevriend met Fanielje, die hem bijvoorbeeld helpt met zijn huiswerk over de middeleeuwse heksenverbrandingen.
In het zesde boek krijgt Harry te horen dat Fanielje verdwenen is; hij lijkt een van de mysterieuze verdwijningen te zijn die worden toegewezen aan de Dooddoeners van Heer Voldemort. Harry Potter wordt aangegrepen door de verdwijning van Fanielje, daar hij een vriendschap met hem had opgebouwd in de zomer van het derde boek.
J.K. Rowling heeft bevestigd tijdens een interview dat Florian Fanielje is vermoord door de Dooddoeners.